# آشپزی بنینی

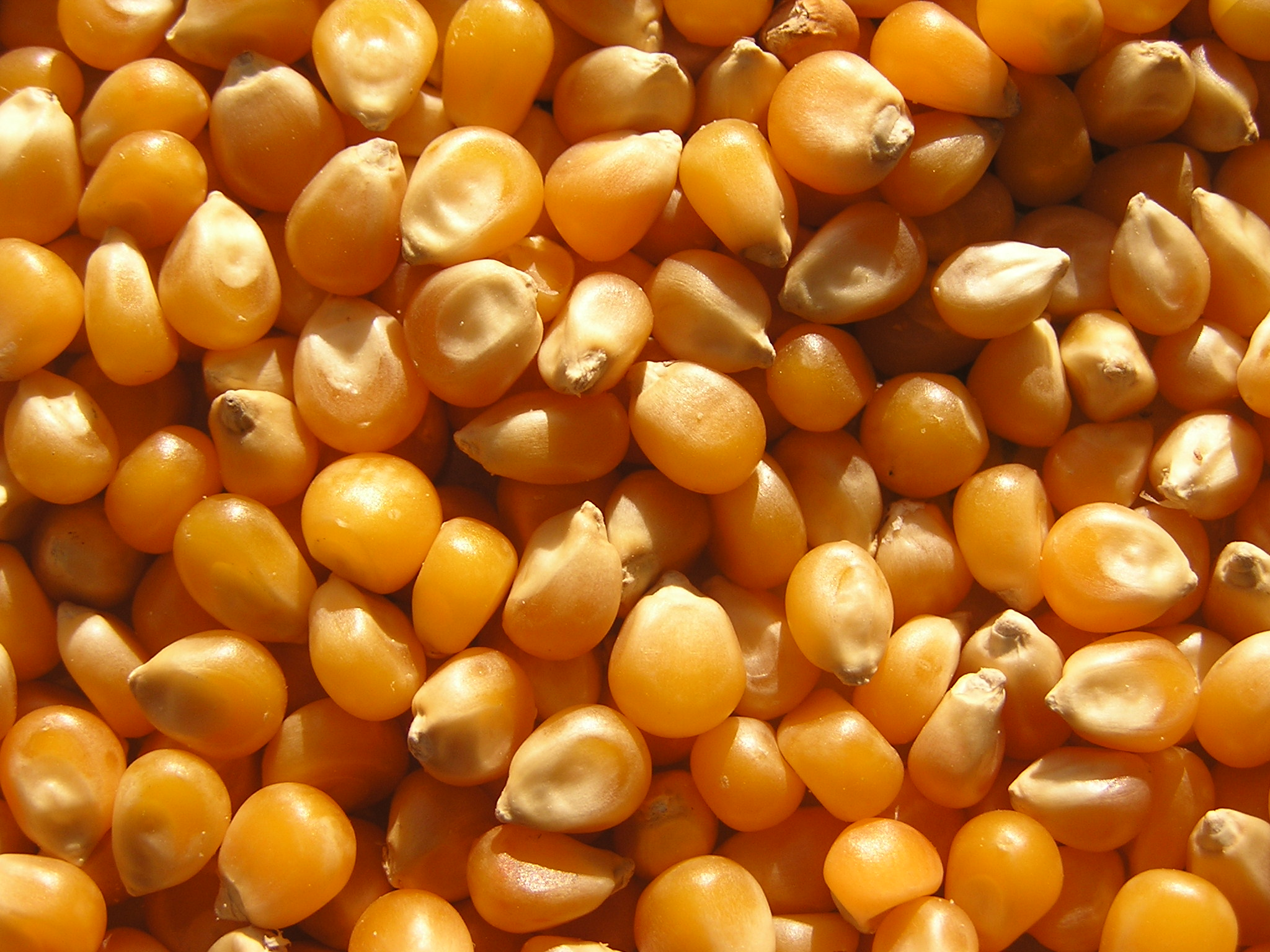
ذرت رایج‌ترین غذای اصلی در جنوب بنین است

موقعیت مکانی بنین

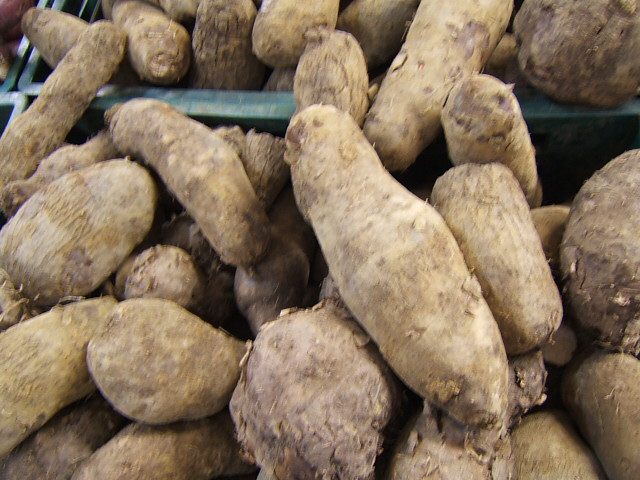
یام‌ها رایج‌ترین غذای اصلی در شمال بنین هستند

آشپزی بنینی شامل وعده‌های تازه‌ای است که با انواع سس‌ها سرو می‌شود. گوشت معمولاً قیمت بالایی دارد و وعده‌ها معمولاً کم‌گوشت و پر از چربی‌های گیاهی هستند.
در آشپزی جنوبی بنین، رایج‌ترین ماده اولیه ذرت است که معمولاً برای تهیه خمیری استفاده می‌شود که عمدتاً با سس‌های مبتنی بر بادام‌زمینی یا گوجه‌فرنگی سرو می‌شود. ماهی و مرغ رایج‌ترین گوشت‌ها در آشپزی جنوبی بنین هستند، اما گوشت گاو، خوک، بز و موش جنگلی نیز مصرف می‌شوند. گوشت‌ها اغلب در روغن پالم یا بادام زمینی سرخ می‌شوند. برنج، لوبیا، گوجه فرنگی و کوسکوس نیز از غذاهای اصلی و مهم هستند. میوه‌ها در این منطقه رایج هستند، از جمله انبه، پرتقال ماندارین، پرتقال، موز، کیوی، آووکادو، آناناس و بادام زمینی در این منطقه رایج هستند.
یام‌ها در شمال بنین غذای اصلی هستند و معمولاً با سس‌های مبتنی بر بادام‌زمینی یا گوجه‌فرنگی سرو می‌شوند. جمعیت در استان‌های شمالی از گوشت گاو و خوک استفاده می‌کنند که در روغن نخل یا روغن بادام‌زمینی سرخ می‌گردد یا در سس‌ها پخته می‌شود. پنیر نیز در برخی از غذاها اغلب استفاده می‌شود.

## آماده‌سازی غذا

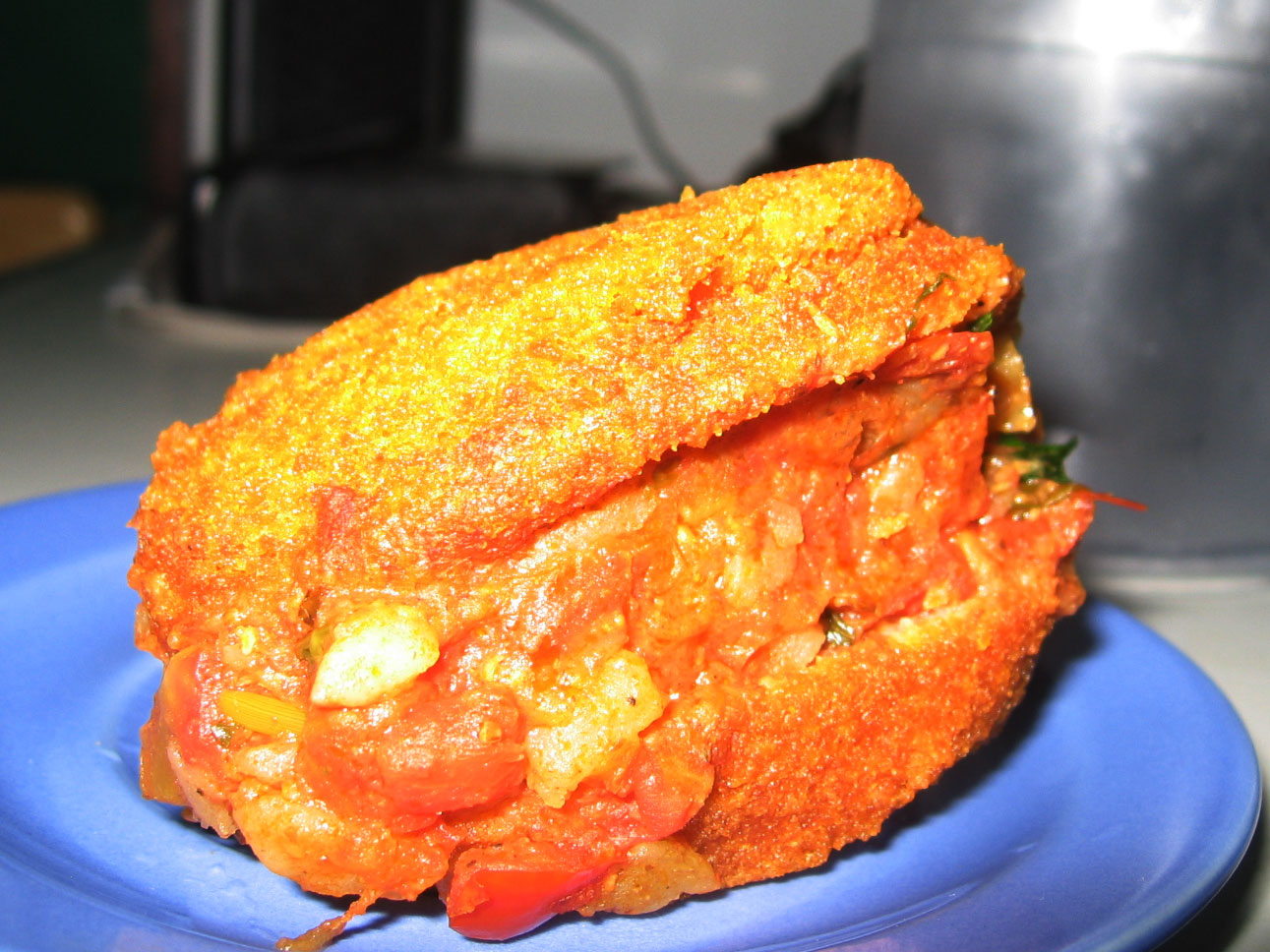
آکاراجه، نخود فرنگی‌های پوست‌کنده و چشم‌بلبلی است که به شکل توپ درمی‌آیند و سپس سرخ می‌شوند.

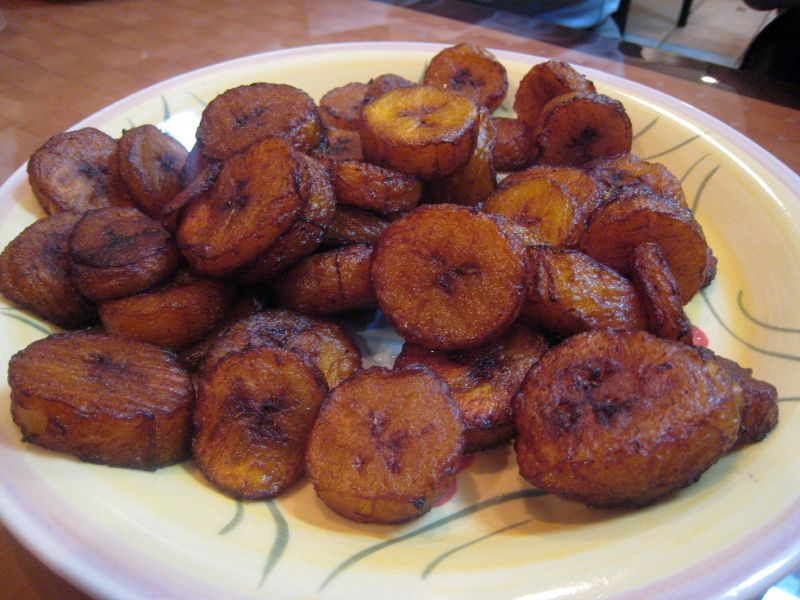
آلوکو (پلانتین سرخ شده)

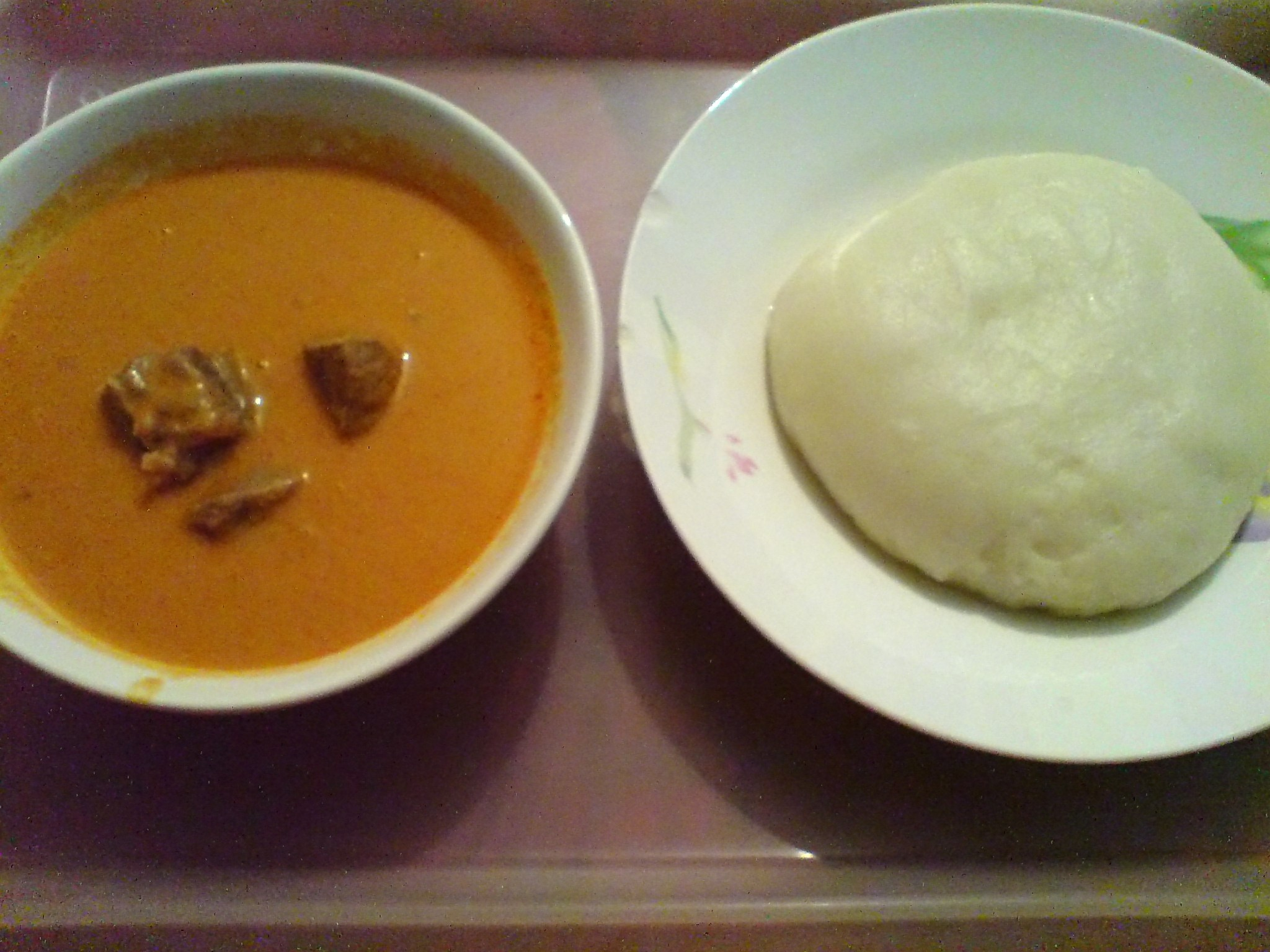
یک بشقاب فوفو (راست) به همراه سوپ بادام زمینی

سرخ کردن در روغن نخل یا روغن بادام‌زمینی رایج‌ترین روش تهیه گوشت است و ماهی دودی نیز به‌طور معمول در بنین رایج است. آسیاب‌ها برای تهیه آرد ذرت استفاده می‌شوند که به خمیری تبدیل شده و با سس‌ها سرو می‌شود. "مرغ کبابی" یک دستور سنتی است که در آن مرغ روی آتش بر روی سیخ‌های چوبی کباب می‌شود. ریشه‌های نخل گاهی با خیساندن در یک ظرف با آب نمک و سیر برش‌خورده نرم می‌گردند و سپس در غذاهای مختلف استفاده می‌شوند.
بسیاری از مردم دارای اجاق‌های گلی برای پخت و پز و همچنین ظرف‌های گلی هستند که برای نگهداری غذا استفاده می‌شوند و این ظرف‌ها معمولاً برای ذخیره آب نیز به کار می‌روند؛ این ظرف‌ها معمولاً در خارج از خانه نگهداری می‌شوند.

## غذاهای مخصوص

### پنیر واگاسی
واگاسی یک پنیر مخصوص شیر گاو در شمال بنین است که توسط مردم فولانی تهیه می‌شود و به وفور در شهرهایی مانند پاراکو در دسترس است. این پنیر نرم با طعمی ملایم و سطحی قرمز است و اغلب در آشپزی بنینی مورد استفاده قرار می‌گیرد.

### آکارا
آکارا غذایی است که از لوبیا چشم بلبلی پوست کنده که به شکل توپ درآمده و سپس در روغن پالم سرخ می‌شود، تهیه می‌شود. این گیاه در بیشتر مناطق جمهوری بنین، نیجریه و غنا یافت می‌گردد.

### سایر غذاهای مخصوص
در ادامه خلاصه‌ای از برخی دیگر از غذاها و خوراکی‌های مخصوص بنین آورده شده است:
- آکاسا - خمیر ذرت تخمیر شده که با سس سرو می‌شود
- آکپان - کوفته‌های ذرت، آغشته به سس
- آلوکو - موز سرخ شده
- آمیوو: خمیر ذرت قرمز، که اغلب با پوره گوجه فرنگی، پیاز و فلفل درست می‌شود و با سس سرو می‌شود.
- بینِت (Beignets) - کیکی از بادام زمینی بو داده که در روغن پخته می‌شود
- خمیر - خمیر ذرت، معمولاً در سس‌ها خیسانده می‌شود
- فوفو: سیب‌زمینی هندی له شده که به صورت خمیر درآمده است
- گاری - غذای محبوب غرب آفریقا که از غده‌های کاساوا تهیه می‌شود
- مویو: سسی که معمولاً با ماهی سرخ‌شده سرو می‌شود و شامل سس گوجه‌فرنگی، پیاز و فلفل است.
- ایگنام پیله - سیب‌زمینی هندی کوبیده شده با فلفل تامبو، گوجه فرنگی، پیاز، کنسوم مرغ و بادام زمینی به همراه گوشت گاو

## نوشیدنی‌ها
چوکوتو یا «چوک» نوعی آبجوی ارزن بنینی است که معمولاً در شمال بنین مصرف می‌شود و از طریق راه‌آهن و جاده به جنوب بنین ارسال می‌شود. سودابی نوعی نوشیدنی الکلی است که از شراب نخل تهیه می‌شود و اغلب در رویدادها و مراسم مصرف می‌شود.